# Акио Морита
Акио Морита (јап. 盛田昭夫; Нагоја, 26. јануар 1921 — Токио, 3. октобар 1999) је био један од суоснивача компаније Сони.
По образовању физичар, Морита је био официр јапанске морнарице у Другом светском рату. Његова породица се бавила производњом сакеа. У Ратном истраживачком комитету упознао је Масаруа Ибука; 7. маја 1946. основали су „Tokyo Tsushin Kogyo K.K“ (Tokyo Telecommunications Engineering Corporation), фирму претходницу Сонија, са отприлике 20 запослених и почетним капиталом од 190.000 јена. Ибука је имао 38 година а Морита 25. 1957. компанија мења име у Сони (Sony).